# Хралупа
Хралупа е отвор в ствола и по-рядко в клона на дърво, формиран по естествен или изкуствен път, който обикновено служи за убежище или жилище на различни животни.
Естествените отвори се формират в стари или мъртви дървета при изгниване и други естествени физиологични процеси. Допълнителни причини за формирането на хралупите са вятър, огън, гръмотевица, дъжд, термити, бактерии и гъби.
Много животни разширяват вече сформиралата се дупка. Така например кълвачи, сови, бухали и различни видове гризачи и влечуги живеят в хралупи в дървото.